# Monster Energy NASCAR Cup Series de 2017

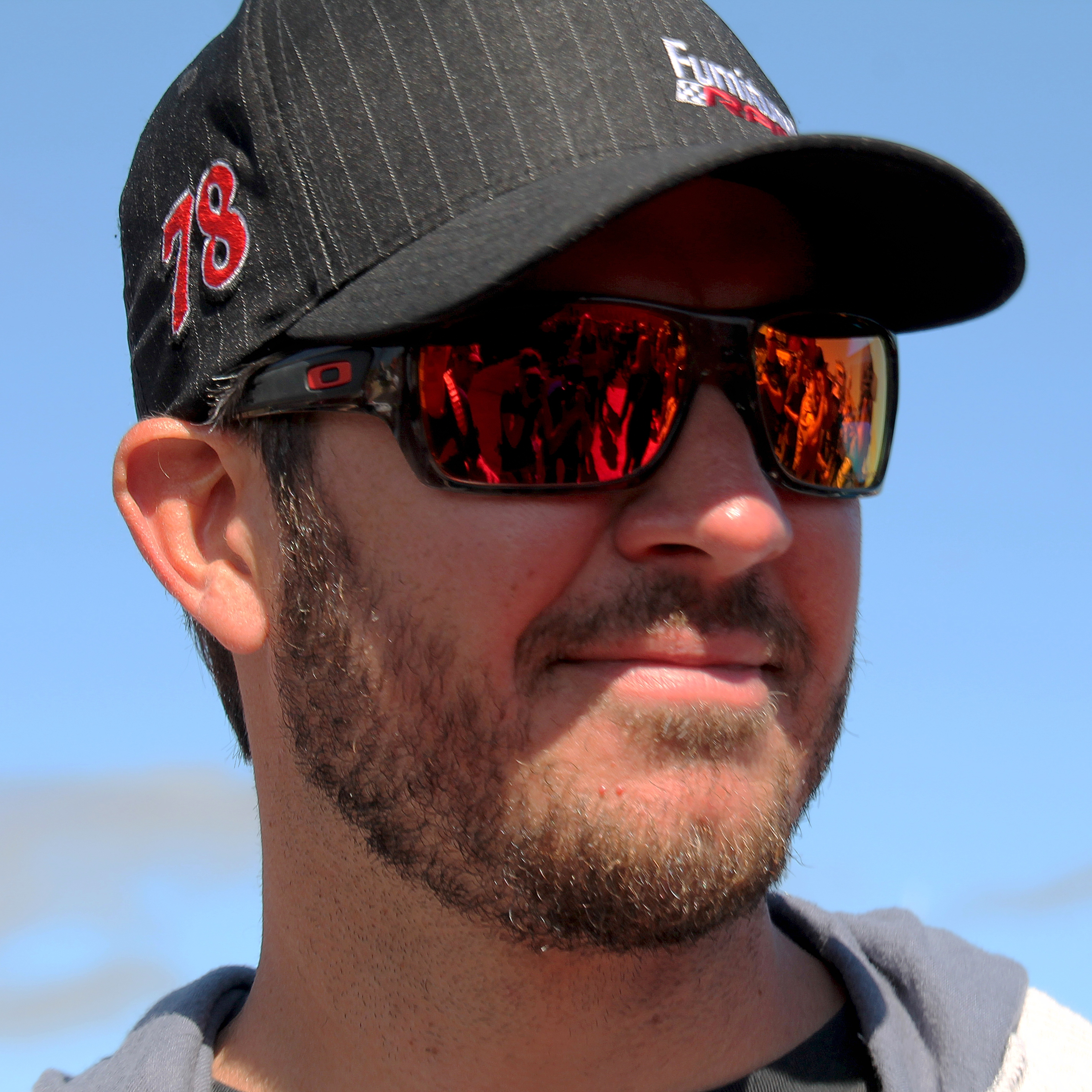
Martin Truex Jr., o campeão da temporada

A Temporada de 2017 da Monster Energy NASCAR Cup Series é a 69ª da história da NASCAR.
O campeonato é disputado ao longo de 36 corridas, começando com a etapa de Daytona e terminando em Homestead. Dessas etapas, as 10 últimas representam o Chase, onde os 16 melhores pilotos nas 26 primeiras corridas disputam, em um sistema semelhante ao mata-mata, o título da temporada.

## Temporada Completa

### Equipes com Charter
| Fabricante            | Equipe                               | No. | Piloto                | Chefe de Equipe                                    |
| --------------------- | ------------------------------------ | --- | --------------------- | -------------------------------------------------- |
| Chevrolet             | Chip Ganassi Racing                  | 1   | Jamie McMurray        | Matt McCall                                        |
| Chevrolet             | Chip Ganassi Racing                  | 42  | Kyle Larson           | Chad Johnston 33 Tony Lunders 3                    |
| Chevrolet             | Circle Sport – The Motorsports Group | 33  | Jeffrey Earnhardt 34  | Pat Tryson 15 Frank Stoddard 2 Eddie Pardue 19     |
| Chevrolet             | Circle Sport – The Motorsports Group | 33  | Boris Said 2          | Pat Tryson 15 Frank Stoddard 2 Eddie Pardue 19     |
| Chevrolet             | Germain Racing                       | 13  | Ty Dillon (R)         | Bootie Barker                                      |
| Chevrolet             | Hendrick Motorsports                 | 5   | Kasey Kahne           | Keith Rodden 27 Darian Grubb 9                     |
| Chevrolet             | Hendrick Motorsports                 | 24  | Chase Elliott         | Alan Gustafson 35 Kenny Francis 1                  |
| Chevrolet             | Hendrick Motorsports                 | 48  | Jimmie Johnson        | Chad Knaus                                         |
| Chevrolet             | Hendrick Motorsports                 | 88  | Dale Earnhardt Jr.    | Greg Ives 35 Travis Mack 1                         |
| Chevrolet             | JTG Daugherty Racing                 | 37  | Chris Buescher        | Trent Owens                                        |
| Chevrolet             | JTG Daugherty Racing                 | 47  | A. J. Allmendinger    | Randall Burnett 8 Ernie Cope 10 Tristan Smith 18   |
| Chevrolet             | Leavine Family Racing                | 95  | Michael McDowell      | Todd Parrott 31 Jon Leonard 5                      |
| Chevrolet             | Richard Childress Racing             | 3   | Austin Dillon         | Slugger Labbe 10 Sammy Johns 1 Justin Alexander 25 |
| Chevrolet             | Richard Childress Racing             | 27  | Paul Menard           | Matt Borland                                       |
| Chevrolet             | Richard Childress Racing             | 31  | Ryan Newman           | Luke Lambert                                       |
| Ford                  | Front Row Motorsports                | 34  | Landon Cassill        | Donnie Wingo 17 Seth Barbour 19                    |
| Ford                  | Front Row Motorsports                | 38  | David Ragan           | Derrick Finley                                     |
| Ford                  | Go Fas Racing                        | 32  | Matt DiBenedetto      | Gene Nead                                          |
| Ford                  | Richard Petty Motorsports            | 43  | Aric Almirola 29      | Drew Blickensderfer 33 Scott McDougall 3           |
| Ford                  | Richard Petty Motorsports            | 43  | Regan Smith 2         | Drew Blickensderfer 33 Scott McDougall 3           |
| Ford                  | Richard Petty Motorsports            | 43  | Darrell Wallace Jr. 4 | Drew Blickensderfer 33 Scott McDougall 3           |
| Ford                  | Richard Petty Motorsports            | 43  | Billy Johnson 1       | Drew Blickensderfer 33 Scott McDougall 3           |
| Ford                  | Roush Fenway Racing                  | 6   | Trevor Bayne          | Matt Puccia                                        |
| Ford                  | Roush Fenway Racing                  | 17  | Ricky Stenhouse Jr.   | Brian Pattie                                       |
| Ford                  | Stewart-Haas Racing                  | 4   | Kevin Harvick         | Rodney Childers 35 Daniel Knost 1                  |
| Ford                  | Stewart-Haas Racing                  | 10  | Danica Patrick        | Billy Scott                                        |
| Ford                  | Stewart-Haas Racing                  | 14  | Clint Bowyer          | Mike Bugarewicz 35 Richard Boswell 1               |
| Ford                  | Stewart-Haas Racing                  | 41  | Kurt Busch            | Tony Gibson 35 Johnny Klausmeier 1                 |
| Ford                  | Team Penske                          | 2   | Brad Keselowski       | Paul Wolfe 32 Brian Wilson 4                       |
| Ford                  | Team Penske                          | 22  | Joey Logano           | Todd Gordon 33 Miles Stanley 3                     |
| Ford                  | Wood Brothers Racing                 | 21  | Ryan Blaney           | Jeremy Bullins                                     |
| Toyota                | BK Racing                            | 23  | Joey Gase 4           | Patrick Donahue 14 Randy Cox 22                    |
| Toyota                | BK Racing                            | 23  | Gray Gaulding (R) 14  | Patrick Donahue 14 Randy Cox 22                    |
| Toyota                | BK Racing                            | 23  | Ryan Sieg 1           | Patrick Donahue 14 Randy Cox 22                    |
| Toyota                | BK Racing                            | 23  | Alon Day 1            | Patrick Donahue 14 Randy Cox 22                    |
| Toyota                | BK Racing                            | 23  | Corey LaJoie (R) 16   | Patrick Donahue 14 Randy Cox 22                    |
| Toyota                | Furniture Row Racing                 | 77  | Erik Jones (R)        | Chris Gayle 34 James Small 2                       |
| Toyota                | Furniture Row Racing                 | 78  | Martin Truex Jr.      | Cole Pearn                                         |
| Toyota                | Joe Gibbs Racing                     | 11  | Denny Hamlin          | Mike Wheeler 34 Chris Gabehart 2                   |
| Toyota                | Joe Gibbs Racing                     | 18  | Kyle Busch            | Adam Stevens 32 Ben Beshore 3 Jacob Canter 1       |
| Toyota                | Joe Gibbs Racing                     | 19  | Daniel Suárez (R)     | Dave Rogers 5 Scott Graves 31                      |
| Toyota                | Joe Gibbs Racing                     | 20  | Matt Kenseth          | Jason Ratcliff                                     |
| Chevrolet 35 Ford 1   | TriStar Motorsports                  | 72  | Cole Whitt            | Frank Kerr                                         |
| Chevrolet 28 Toyota 8 | Premium Motorsports                  | 15  | Michael Waltrip 1     | Mark Hillman 24 Tommy Baldwin Jr. 12               |
| Chevrolet 28 Toyota 8 | Premium Motorsports                  | 15  | Reed Sorenson 23      | Mark Hillman 24 Tommy Baldwin Jr. 12               |
| Chevrolet 28 Toyota 8 | Premium Motorsports                  | 15  | Joey Gase 2           | Mark Hillman 24 Tommy Baldwin Jr. 12               |
| Chevrolet 28 Toyota 8 | Premium Motorsports                  | 15  | Ross Chastain 2       | Mark Hillman 24 Tommy Baldwin Jr. 12               |
| Chevrolet 28 Toyota 8 | Premium Motorsports                  | 15  | Kevin O'Connell 1     | Mark Hillman 24 Tommy Baldwin Jr. 12               |
| Chevrolet 28 Toyota 8 | Premium Motorsports                  | 15  | D. J. Kennington 2    | Mark Hillman 24 Tommy Baldwin Jr. 12               |
| Chevrolet 28 Toyota 8 | Premium Motorsports                  | 15  | Gray Gaulding (R) 1   | Mark Hillman 24 Tommy Baldwin Jr. 12               |
| Chevrolet 28 Toyota 8 | Premium Motorsports                  | 15  | Gary Klutt 1          | Mark Hillman 24 Tommy Baldwin Jr. 12               |
| Chevrolet 28 Toyota 8 | Premium Motorsports                  | 15  | Derrike Cope 2        | Mark Hillman 24 Tommy Baldwin Jr. 12               |
| Chevrolet 28 Toyota 8 | Premium Motorsports                  | 15  | Mark Thompson 1       | Mark Hillman 24 Tommy Baldwin Jr. 12               |

## Temporada Limitada
| Fabricante             | Equipe                | No. | Piloto            | Chefe de Equipe                                                       | Rodada(s) |
| ---------------------- | --------------------- | --- | ----------------- | --------------------------------------------------------------------- | --------- |
| Chevrolet              | Beard Motorsports     | 75  | Brendan Gaughan   | Darren Shaw                                                           | 4         |
| Chevrolet              | Rick Ware Racing      | 51  | Timmy Hill        | Carlos Contreras 1 Joe Lax 8 Jeff Spraker 1 Tony Furr 15 Jonas Bell 5 | 10        |
| Chevrolet              | Rick Ware Racing      | 51  | Cody Ware         | Carlos Contreras 1 Joe Lax 8 Jeff Spraker 1 Tony Furr 15 Jonas Bell 5 | 5         |
| Chevrolet              | Rick Ware Racing      | 51  | Josh Bilicki      | Carlos Contreras 1 Joe Lax 8 Jeff Spraker 1 Tony Furr 15 Jonas Bell 5 | 2         |
| Chevrolet              | Rick Ware Racing      | 51  | B. J. McLeod      | Carlos Contreras 1 Joe Lax 8 Jeff Spraker 1 Tony Furr 15 Jonas Bell 5 | 8         |
| Chevrolet              | Rick Ware Racing      | 51  | Ray Black Jr.     | Carlos Contreras 1 Joe Lax 8 Jeff Spraker 1 Tony Furr 15 Jonas Bell 5 | 3         |
| Chevrolet              | Rick Ware Racing      | 51  | Kyle Weatherman   | Carlos Contreras 1 Joe Lax 8 Jeff Spraker 1 Tony Furr 15 Jonas Bell 5 | 2         |
| Chevrolet              | Tommy Baldwin Racing  | 7   | Elliott Sadler    | Kenneth Davis                                                         | 3         |
| Chevrolet              | Tommy Baldwin Racing  | 7   | J. J. Yeley       | Kenneth Davis                                                         | 4         |
| Chevrolet              | Premium Motorsports   | 7   | Justin Marks      | Kenneth Davis                                                         | 1         |
| Chevrolet              | Premium Motorsports   | 7   | Hermie Sadler     | Kenneth Davis                                                         | 1         |
| Chevrolet              | Premium Motorsports   | 7   | Joey Gase         | Kenneth Davis                                                         | 2         |
| Chevrolet              | StarCom Racing        | 00  | Derrike Cope      | Tony Furr                                                             | 2         |
| Toyota                 | BK Racing             | 83  | Corey LaJoie (R)  | Doug Richert 22 Ryan Dubois 3 Randy Cox 8 Doug George 1               | 16        |
| Toyota                 | BK Racing             | 83  | Ryan Sieg         | Doug Richert 22 Ryan Dubois 3 Randy Cox 8 Doug George 1               | 4         |
| Toyota                 | BK Racing             | 83  | Stephen Leicht    | Doug Richert 22 Ryan Dubois 3 Randy Cox 8 Doug George 1               | 1         |
| Toyota                 | BK Racing             | 83  | Brett Moffitt     | Doug Richert 22 Ryan Dubois 3 Randy Cox 8 Doug George 1               | 7         |
| Toyota                 | BK Racing             | 83  | Gray Gaulding (R) | Doug Richert 22 Ryan Dubois 3 Randy Cox 8 Doug George 1               | 4         |
| Toyota                 | BK Racing             | 83  | Joey Gase         | Doug Richert 22 Ryan Dubois 3 Randy Cox 8 Doug George 1               | 1         |
| Toyota                 | Gaunt Brothers Racing | 96  | D. J. Kennington  | Keith Hinkein 1 Mike Ford 1                                           | 2         |
| Chevrolet 12 Toyota 1  | MBM Motorsports       | 66  | Carl Long         | George Church                                                         | 3         |
| Chevrolet 12 Toyota 1  | MBM Motorsports       | 66  | Timmy Hill        | George Church                                                         | 7         |
| Chevrolet 12 Toyota 1  | MBM Motorsports       | 66  | David Starr       | George Church                                                         | 3         |
| Chevrolet 10 Toyota 17 | Premium Motorsports   | 55  | Reed Sorenson     | Wayne Carroll 19 Pat Tryson 8                                         | 6         |
| Chevrolet 10 Toyota 17 | Premium Motorsports   | 55  | Derrike Cope      | Wayne Carroll 19 Pat Tryson 8                                         | 11        |
| Chevrolet 10 Toyota 17 | Premium Motorsports   | 55  | Tommy Regan       | Wayne Carroll 19 Pat Tryson 8                                         | 1         |
| Chevrolet 10 Toyota 17 | Premium Motorsports   | 55  | Gray Gaulding (R) | Wayne Carroll 19 Pat Tryson 8                                         | 8         |
| Chevrolet 10 Toyota 17 | Premium Motorsports   | 55  | D. J. Kennington  | Wayne Carroll 19 Pat Tryson 8                                         | 1         |

## Calendário
| Prova                     | No.                                 | Circuito                        | Local                        | Data            |
| ------------------------- | ----------------------------------- | ------------------------------- | ---------------------------- | --------------- |
|                           | Advance Auto Parts Clash            | Daytona International Speedway  | Daytona Beach                | 19 de Fevereiro |
|                           | Can-Am Duels                        | Daytona International Speedway  | Daytona Beach                | 23 de Fevereiro |
| 1                         | Daytona 500                         | Daytona International Speedway  | Daytona Beach                | 26 de Fevereiro |
| 2                         | Folds of Honor QuikTrip 500         | Atlanta Motor Speedway          | Hampton (Geórgia)            | 5 de Março      |
| 3                         | Kobalt 400                          | Las Vegas Motor Speedway        | Las Vegas                    | 12 de Março     |
| 4                         | Camping World 500                   | Phoenix International Raceway   | Avondale (Arizona)           | 19 de Março     |
| 5                         | Auto Club 400                       | Auto Club Speedway              | Fontana (Califórnia)         | 26 de Março     |
| 6                         | STP 500                             | Martinsville Speedway           | Ridgeway (Virgínia)          | 2 de Abril      |
| 7                         | O'Reilly Auto Parts 500             | Texas Motor Speedway            | Fort Worth                   | 9 de Abril      |
| 8                         | Food City 500                       | Bristol Motor Speedway          | Bristol (Tennessee)          | 23 de Abril     |
| 9                         | Toyota Owners 400                   | Richmond International Raceway  | Richmond (Virgínia)          | 30 de Abril     |
| 10                        | GEICO 500                           | Talladega Superspeedway         | Talladega                    | 7 de Maio       |
| 11                        | Go Bowling 400                      | Kansas Speedway                 | Kansas City                  | 13 de Maio      |
|                           | The Showdown                        | Charlotte Motor Speedway        | Concord (Carolina do Norte)  | 19 de Maio      |
|                           | Monster Energy NASCAR All-Star Race | Charlotte Motor Speedway        | Concord (Carolina do Norte)  | 20 de Maio      |
| 12                        | Coca-Cola 600                       | Charlotte Motor Speedway        | Concord (Carolina do Norte)  | 28 de Maio      |
| 13                        | AAA 400 Drive for Autism            | Dover International Speedway    | Dover                        | 4 de Junho      |
| 14                        | Pocono 400                          | Pocono Raceway                  | Long Pond                    | 11 de Junho     |
| 15                        | FireKeepers Casino 400              | Michigan International Speedway | Brooklyn (Michigan)          | 18 de Junho     |
| 16                        | Toyota/Save Mart 350                | Sonoma Raceway                  | Sonoma                       | 25 de Junho     |
| 17                        | Coke Zero 400                       | Daytona International Speedway  | Daytona Beach                | 1º de Julho     |
| 18                        | Quaker State 400                    | Kentucky Speedway               | Sparta (Kentucky)            | 8 de Julho      |
| 19                        | New Hampshire 301                   | New Hampshire Motor Speedway    | Loudon                       | 16 de Julho     |
| 20                        | Brickyard 400                       | Indianapolis Motor Speedway     | Speedway (Indiana)           | 23 de Julho     |
| 21                        | Pennsylvania 400                    | Pocono Raceway                  | Long Pond                    | 30 de Julho     |
| 22                        | Watkins Glen 355                    | Watkins Glen International      | Watkins Glen                 | 6 de Agosto     |
| 23                        | Pure Michigan 400                   | Michigan International Speedway | Brooklyn (Michigan)          | 13 de Agosto    |
| 24                        | Bass Pro Shops NRA Night Race       | Bristol Motor Speedway          | Bristol (Tennessee)          | 19 de Agosto    |
| 25                        | Bojangles' Southern 500             | Darlington Raceway              | Darlington (Carolina do Sul) | 3 de Setembro   |
| 26                        | Federated Auto Parts 400            | Richmond International Raceway  | Richmond (Virgínia)          | 9 de Setembro   |
| Cup Championship Playoffs |                                     |                                 |                              |                 |
| Round of 16               |                                     |                                 |                              |                 |
| 27                        | Chicagoland 400                     | Chicagoland Speedway            | Joliet (Illinois)            | 17 de Setembro  |
| 28                        | New England 300                     | New Hampshire Motor Speedway    | Loudon                       | 24 de Setembro  |
| 29                        | Dover 400                           | Dover International Speedway    | Dover                        | 1º de Outubro   |
| Round of 12               |                                     |                                 |                              |                 |
| 30                        | Bank of America 500                 | Charlotte Motor Speedway        | Concord (Carolina do Norte)  | 7 de Outubro    |
| 31                        | Alabama 500                         | Talladega Superspeedway         | Talladega                    | 15 de Outubro   |
| 32                        | Hollywood Casino 400                | Kansas Speedway                 | Kansas City                  | 22 de Outubro   |
| Round of 8                |                                     |                                 |                              |                 |
| 33                        | Goody's Fast Relief 500             | Martinsville Speedway           | Ridgeway (Virgínia)          | 29 de Outubro   |
| 34                        | AAA Texas 500                       | Texas Motor Speedway            | Fort Worth                   | 5 de Novembro   |
| 35                        | Can-Am 500                          | Phoenix International Raceway   | Avondale (Arizona)           | 12 de Novembro  |
| Championship 4            |                                     |                                 |                              |                 |
| 36                        | Ford EcoBoost 400                   | Homestead-Miami Speedway        | Homestead                    | 19 de Novembro  |

## Resultados
| No.                                       | Corrida                                    | Pole position       | Líder Por Mais Voltas    | Vencedor            | Fabricante |
| ----------------------------------------- | ------------------------------------------ | ------------------- | ------------------------ | ------------------- | ---------- |
| 001 !                                     | Advance Auto Parts Clash                   | Brad Keselowski     | Denny Hamlin             | Joey Logano         | Ford       |
| 002 !                                     | Can-Am Duel 1                              | Chase Elliott       | Brad Keselowski          | Chase Elliott       | Chevrolet  |
| 003 !                                     | Can-Am Duel 2                              | Dale Earnhardt Jr.  | Dale Earnhardt Jr.       | Denny Hamlin        | Toyota     |
| 1                                         | Daytona 500                                | Chase Elliott       | Kevin Harvick            | Kurt Busch          | Ford       |
| 2                                         | Folds of Honor QuikTrip 500                | Kevin Harvick       | Kevin Harvick            | Brad Keselowski     | Ford       |
| 3                                         | Kobalt 400                                 | Brad Keselowski     | Martin Truex Jr.         | Martin Truex Jr.    | Toyota     |
| 4                                         | Camping World 500                          | Joey Logano         | Kyle Busch               | Ryan Newman         | Chevrolet  |
| 5                                         | Auto Club 400                              | Kyle Larson         | Kyle Larson              | Kyle Larson         | Chevrolet  |
| 6                                         | STP 500                                    | Kyle Larson         | Kyle Busch               | Brad Keselowski     | Ford       |
| 7                                         | O'Reilly Auto Parts 500                    | Kevin Harvick       | Ryan Blaney              | Jimmie Johnson      | Chevrolet  |
| 8                                         | Food City 500                              | Kyle Larson         | Kyle Larson              | Jimmie Johnson      | Chevrolet  |
| 9                                         | Toyota Owners 400                          | Matt Kenseth        | Matt Kenseth             | Joey Logano         | Ford       |
| 10                                        | GEICO 500                                  | Ricky Stenhouse Jr. | Kyle Busch               | Ricky Stenhouse Jr. | Ford       |
| 11                                        | Go Bowling 400                             | Ryan Blaney         | Martin Truex Jr.         | Martin Truex Jr.    | Toyota     |
| 003 !                                     | Monster Energy Open                        | Clint Bowyer        | Clint Bowyer Ryan Blaney | Daniel Suárez       | Toyota     |
| 004 !                                     | Monster Energy NASCAR All-Star Race        | Kyle Larson         | Kyle Larson              | Kyle Busch          | Toyota     |
| 12                                        | Coca-Cola 600                              | Kevin Harvick       | Martin Truex Jr.         | Austin Dillon       | Chevrolet  |
| 13                                        | AAA 400 Drive for Autism                   | Kyle Busch          | Kyle Larson              | Jimmie Johnson      | Chevrolet  |
| 14                                        | Axalta presents the Pocono 400             | Kyle Busch          | Kyle Busch               | Ryan Blaney         | Ford       |
| 15                                        | FireKeepers Casino 400                     | Kyle Larson         | Kyle Larson              | Kyle Larson         | Chevrolet  |
| 16                                        | Toyota/Save Mart 350                       | Kyle Larson         | Martin Truex Jr.         | Kevin Harvick       | Ford       |
| 17                                        | Coke Zero 400                              | Dale Earnhardt Jr.  | Brad Keselowski          | Ricky Stenhouse Jr. | Ford       |
| 18                                        | Quaker State 400                           | Kyle Busch          | Martin Truex Jr.         | Martin Truex Jr.    | Toyota     |
| 19                                        | Overton's 301                              | Martin Truex Jr.    | Martin Truex Jr.         | Denny Hamlin        | Toyota     |
| 20                                        | Brantley Gilbert Big Machine Brickyard 400 | Kyle Busch          | Kyle Busch               | Kasey Kahne         | Chevrolet  |
| 21                                        | Overton's 400                              | Kyle Busch          | Kyle Busch               | Kyle Busch          | Toyota     |
| 22                                        | I Love New York 355 at The Glen            | Kyle Busch          | Martin Truex Jr.         | Martin Truex Jr.    | Toyota     |
| 23                                        | Pure Michigan 400                          | Brad Keselowski     | Brad Keselowski          | Kyle Larson         | Chevrolet  |
| 24                                        | Bass Pro Shops NRA Night Race              | Erik Jones          | Erik Jones               | Kyle Busch          | Toyota     |
| 25                                        | Bojangles' Southern 500                    | Kevin Harvick       | Kyle Larson Denny Hamlin | Denny Hamlin        | Toyota     |
| 26                                        | Federated Auto Parts 400                   | Matt Kenseth        | Martin Truex Jr.         | Kyle Larson         | Chevrolet  |
| Monster Energy NASCAR Cup Series Playoffs |                                            |                     |                          |                     |            |
| Round of 16                               |                                            |                     |                          |                     |            |
| 27                                        | Tales of the Turtles 400                   | Kyle Busch          | Kyle Busch               | Martin Truex Jr.    | Toyota     |
| 28                                        | ISM Connect 300                            | Kyle Busch          | Kyle Busch               | Kyle Busch          | Toyota     |
| 29                                        | Apache Warrior 400                         | Martin Truex Jr.    | Chase Elliott            | Kyle Busch          | Toyota     |
| Round of 12                               |                                            |                     |                          |                     |            |
| 30                                        | Bank of America 500                        | Denny Hamlin        | Kevin Harvick            | Martin Truex Jr.    | Toyota     |
| 31                                        | Alabama 500                                | Dale Earnhardt Jr.  | Joey Logano              | Brad Keselowski     | Ford       |
| 32                                        | Hollywood Casino 400                       | Martin Truex Jr.    | Kyle Busch               | Martin Truex Jr.    | Toyota     |
| Round of 8                                |                                            |                     |                          |                     |            |
| 33                                        | First Data 500                             | Joey Logano         | Kyle Busch               | Kyle Busch          | Toyota     |
| 34                                        | AAA Texas 500                              | Kurt Busch          | Martin Truex Jr.         | Kevin Harvick       | Ford       |
| 35                                        | Can-Am 500                                 | Ryan Blaney         | Denny Hamlin             | Matt Kenseth        | Toyota     |
| Championship 4                            |                                            |                     |                          |                     |            |
| 36                                        | Ford EcoBoost 400                          | Denny Hamlin        | Kyle Busch               | Martin Truex Jr.    | Toyota     |

## Classificação

### Pilotos - Chase
Após 36 de 36 etapas
| Nº | Piloto              | Vitórias | Pontos |
| -- | ------------------- | -------- | ------ |
| 1  | Martin Truex Jr.    | 4        | 5040   |
| 2  | Kyle Busch          | 3        | 5035   |
| 3  | Kevin Harvick       | 1        | 5033   |
| 4  | Brad Keselowski     | 1        | 5030   |
| 5  | Chase Elliott       | 0        | 2377   |
| 6  | Denny Hamlin        | 0        | 2353   |
| 7  | Matt Kenseth        | 1        | 2344   |
| 8  | Kyle Larson         | 0        | 2320   |
| 9  | Ryan Blaney         | 0        | 2305   |
| 10 | Jimmie Johnson      | 0        | 2260   |
| 11 | Austin Dillon       | 0        | 2224   |
| 12 | Jamie McMurray      | 0        | 2224   |
| 13 | Ricky Stenhouse Jr. | 0        | 2222   |
| 14 | Kurt Busch          | 0        | 2217   |
| 15 | Kasey Kahne         | 0        | 2198   |
| 16 | Ryan Newman         | 0        | 2196   |

Notas:
- O primeiro critério de classificação é o número de vitórias. Em caso de empate, o número de pontos.

### Fabricantes
Após 36 de 36 etapas
| Pos. | Fabricante | Vitórias | Pontos |
| ---- | ---------- | -------- | ------ |
| 1    | Toyota     | 16       | 1292   |
| 2    | Ford       | 10       | 1254   |
| 3    | Chevrolet  | 10       | 1247   |